# San Juan-bekken

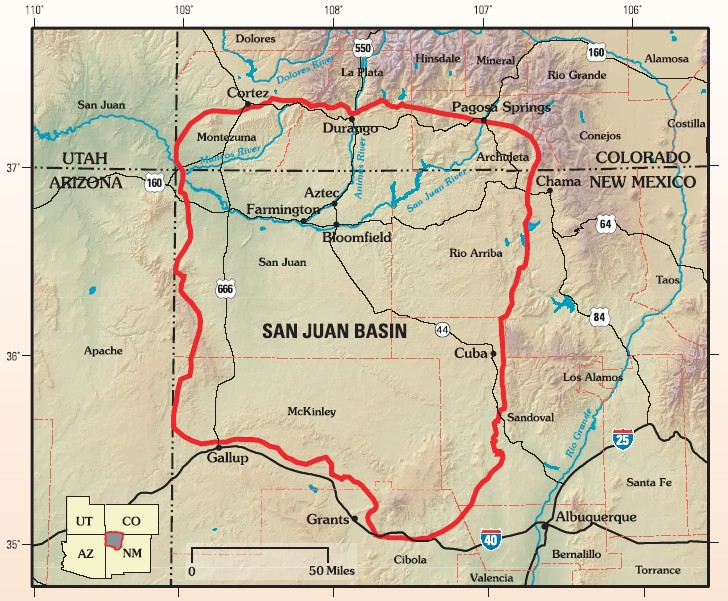
Kaart van het San Juan-bekken.

Het San Juan-bekken is een bekken in de Verenigde Staten. Dit bekken bevindt zich hoofdzakelijk in het noordwesten van New Mexico met een kleiner deel in het zuidwesten van Colorado. 

## Geologie
Tijdens het Laat-Maastrichtien werden in het San Juan-bekken de kleisteenlagen van de Naashoibito Member afgezet. In deze lagen zijn fossielen van dinosauriërs gevonden, zoals Tyrannosaurus, Dineobellator, Alamosaurus, Ojoceratops, ankylosauriërs en hadrosauriërs. 
Het San Juan-bekken is de belangrijkste vindplaats van fossielen uit het Vroeg- en Midden-Paleoceen. In San Juan-bekken liggen de Nacimiento-formatie, de huidige verzamelnaam voor de Puerco- en Torrejon-formaties, en de Tiffany Beds. De eerste drie North American land mammal ages (NALMA's) Puercan, Torrejonian en Tiffanian ontlenen hun naam aan deze formaties. 
Bij de start van iedere NALMA is een duidelijke faunaverandering waarneembaar in het fossiele bestand. In alle NALMA's zijn multituberculaten en condylarthen de twee dominante zoogdiergroepen. De multituberculaten varieerden in grootte van het formaat van een kleine muis tot dat van een bever. Ptilodus is hiervan het bekendst en leefde van het Puercan tot in het Tiffanian. Naast de arctocyoniden zoals Chriacus waren er twee belangrijke herbivore groepen condylarthen: de periptychiden in met name het Puercan en de phenacodonten zoals Phenacodus en Ectocion vanaf het Tiffanian. Taeniodonten zoals Psittacotherium bereikten al een half miljoen jaar na de start van het Paleoceen het formaat van een bever tot capybara. In latere delen van het Paleoceen bereikten verschillende zoogdieren het formaat van een schaap, zoals de periptychide condylarth Ectoconus en de pantodont Pantolambda. Roofdieren uit het San Juan-bekken zijn viverraviden zoals Protictis en mesonychiden zoals Dissacus. Kleinere zoogdieren waren diverse insectivore zoogdieren, buideldieren zoals Peradectes en Swaindelphys, huidvliegers  en de primaatachtigen. Deze laatstgenoemde groep was al in het Puercan aanwezig met onder meer Purgatorius. In het Tiffanian verscheen het algemene genus Plesiadapis. 
In het San Juan-bekken bevinden zich verder ook afzettingen uit het Vroeg-Eoceen, het Wasatchian. In de San José-formatie zijn fossielen gevonden van onder meer Eohippus, Oxyaena en Coryphodon.